# 이근상 (1916년)
이근상(李根祥, 일본식 이름: 大山淸吾, 1916년 11월 7일 ~ 1990년 6월 28일)은 일제강점기와 군정기의 법조인이며, 대한민국 감사원의 원장 직무대행을 지냈다.

## 생애
평안남도 출신이다. 일본에 유학하여 니혼 대학 전문부 법과를 졸업하였다. 니혼 대학 재학 중이던 일제 강점기 말기에 고등문관시험 사법과에 합격하였고, 부산지방법원 사법관시보를 거쳐 신의주지방법원에서 조선총독부 소속 검사로 근무하였다.
태평양 전쟁이 1945년에 종전되고 조선총독부가 해체되어, 총독부 검사로 오래 근무하지는 않았다. 종전 후 미군정에서 판사로 발탁되었으며, 서울지방법원 판사를 지냈다.
이후 제1공화국에서 대한민국 법제처 법제조사위원에 임명되었고, 1953년부터 이사관으로 대한민국 공보처 공보국장을 역임하였다. 제3공화국에서는 1971년에 감사원장 직무대행을 잠시 지냈다.
2008년 민족문제연구소가 발표한 친일인명사전 수록예정자 명단 중 사법 부문에 포함되었다.

## 참고 자료
- 이근상(李根祥) - 국사편찬위원회

| 전임 이주일 | 감사원장 직무대행 1971년 6월 4일 ~ 1971년 7월 30일 | 후임 이석제 |